# Krithe hyalina
Krithe hyalina is een mosselkreeftjessoort uit de familie van de Krithidae. De wetenschappelijke naam van de soort is voor het eerst geldig gepubliceerd in 1880 door Brady.